# 門池

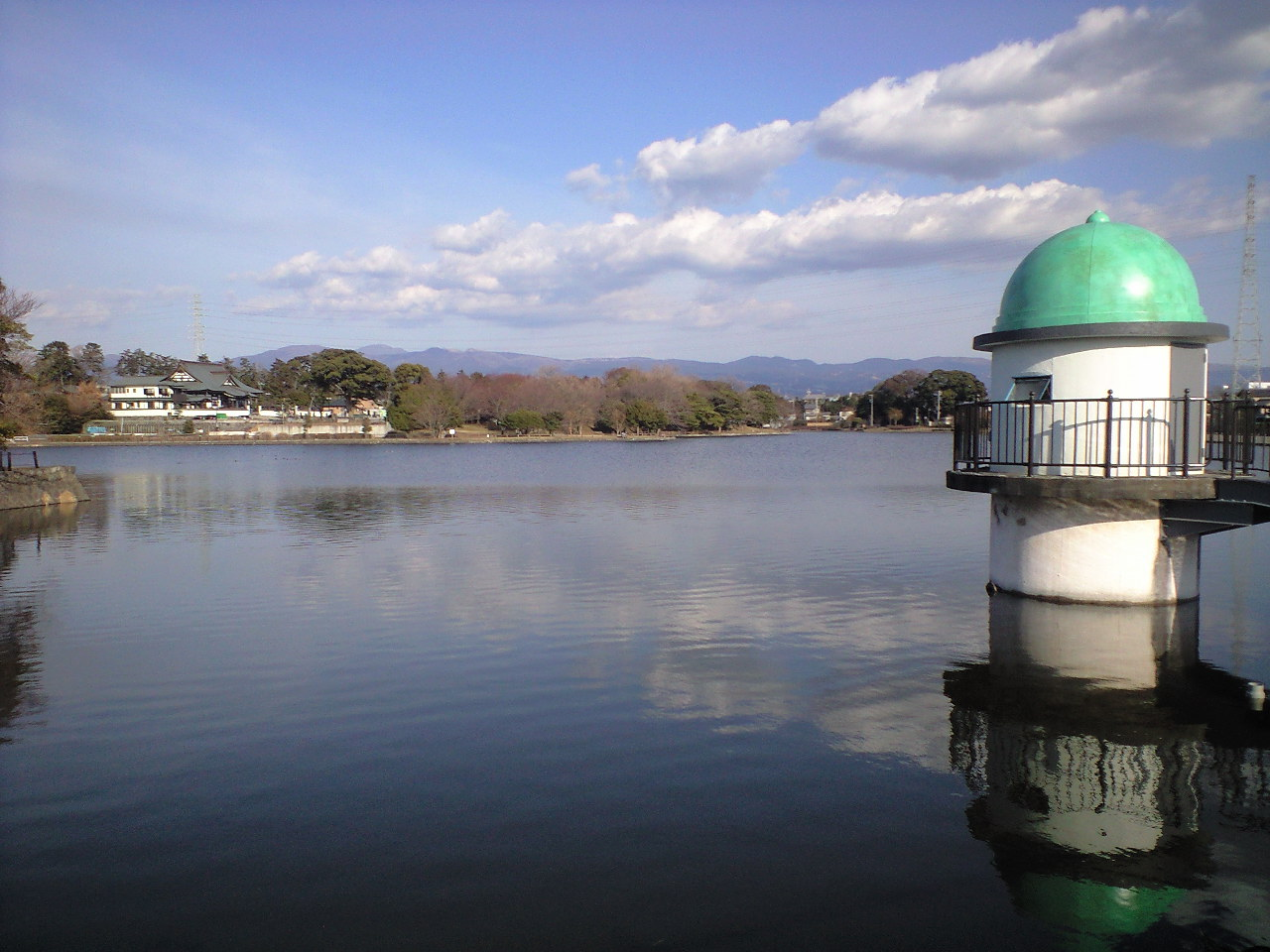
門池全景。画面奥が北(国道246号方面)。

門池（かどいけ）は、静岡県沼津市にある池。

## 歴史

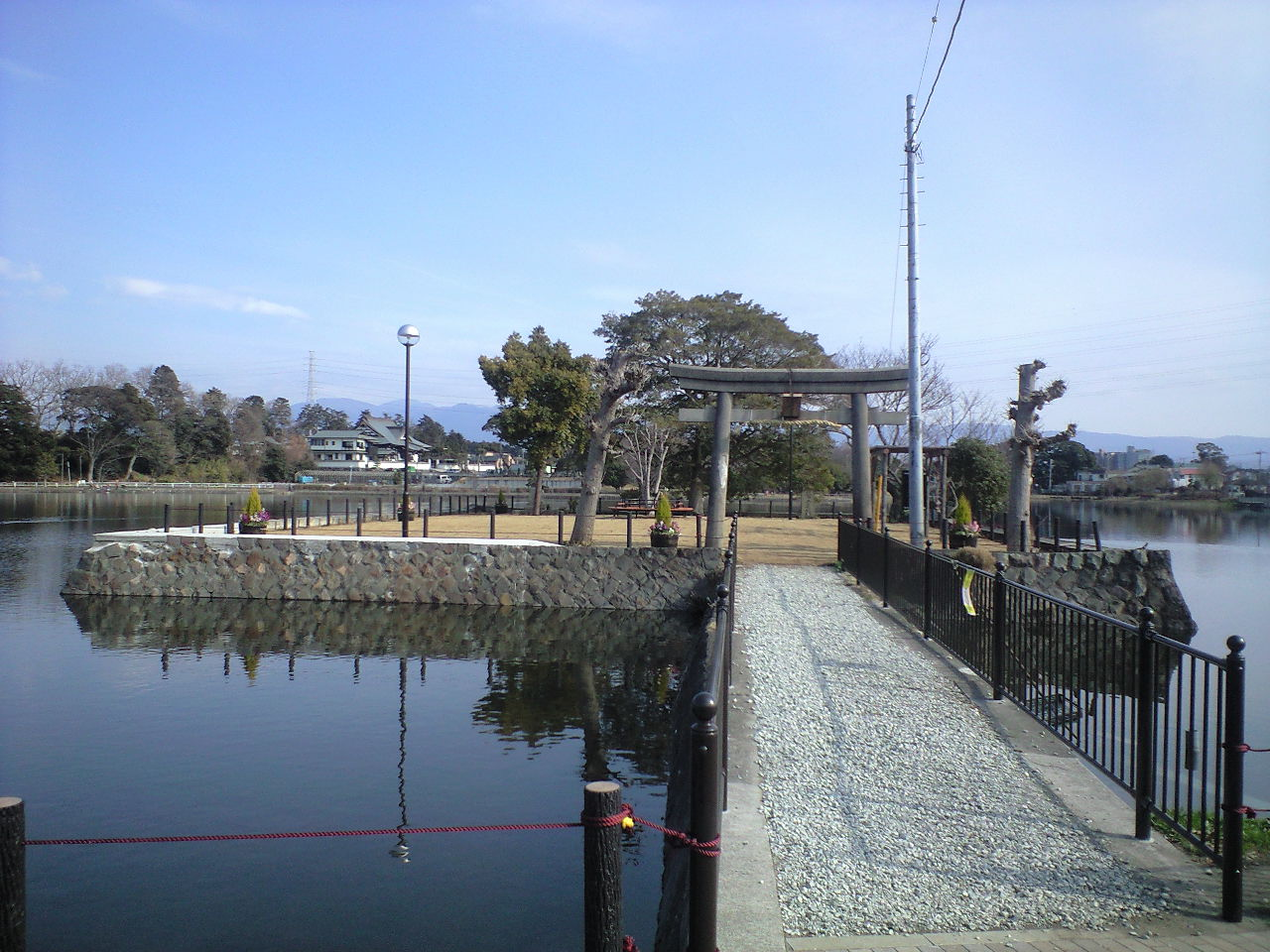
安政島。以前は民家があった。

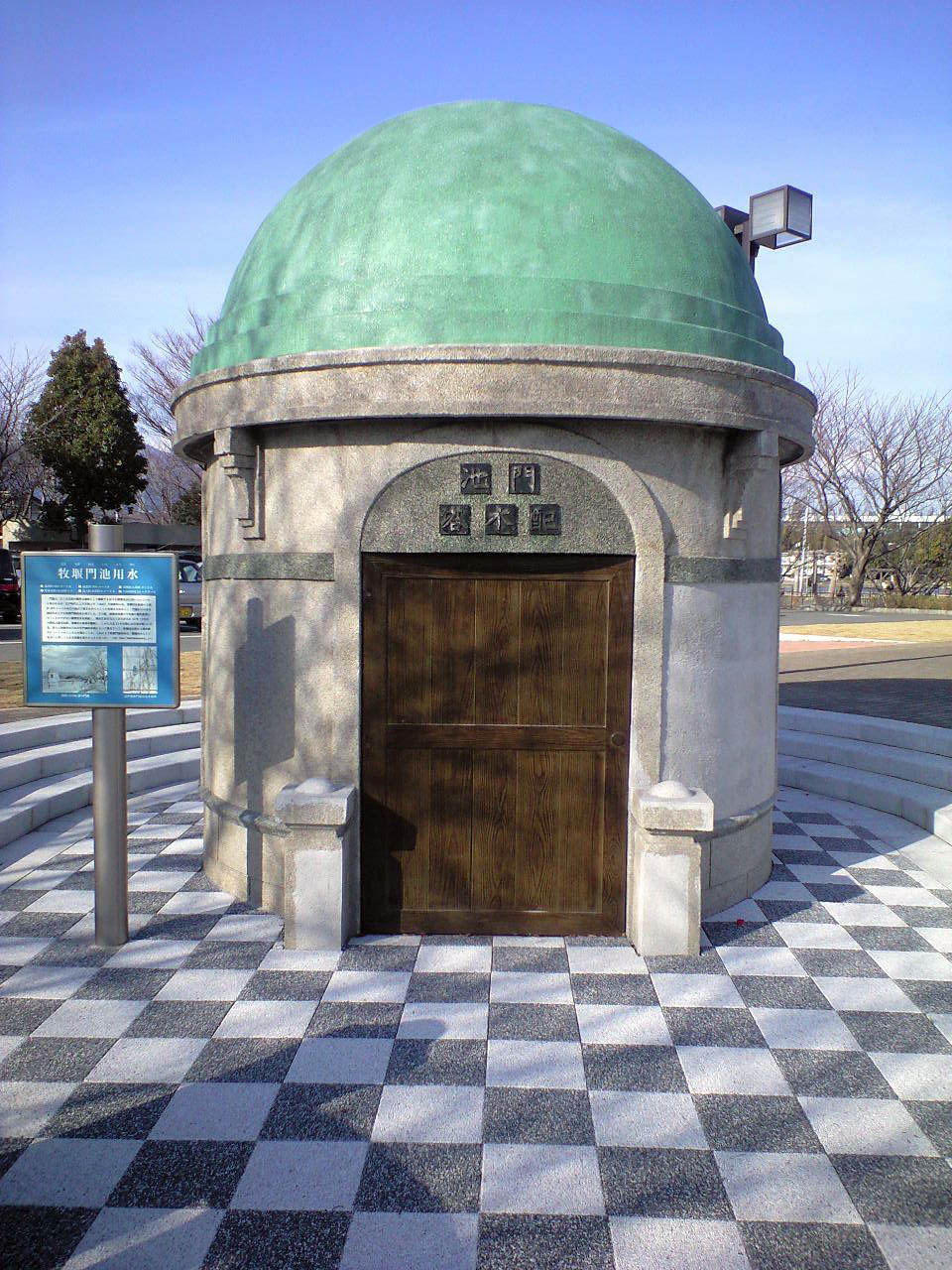
旧配水塔。以前はこの付近までが池であった。

黄瀬川を堰き上げた牧堰用水路（1602年（慶長7年）築造）を補助するために、1645年（正保2年）、灌漑用のため池として竣成したものである。しかし同地には、それ以前にも上津池（かみついけ）という池があったという文献もあり、その成り立ちにはまだ不可解な点も多い。
1858年（安政5年）には洪水で池が埋没し、浚渫時に安政島がつくられた。
大正期には、土砂の流入により灌漑の機能を果たさなくなっていたが、1923年（大正12年）の関東大震災以降は黄瀬川の水量が減少し、牧堰用水の不足を補う必要が生じた。そのため、静岡県により農業用排水幹線改良事業が実施されることになり、1930年（昭和5年）竣工した。同工事起工時より、門池牧堰普通水利組合が運営管理を行うことになったが、市村合併により、1951年（昭和26年）には沼津市に移管された。
1968年（昭和43年）から行われた導水路工事等により、池の面積が縮小された。

## 門池の竜伝説
むかしむかし、天界には帝釈天に仕える２匹の竜が住んでいました。幸せに暮らす２匹の竜はやがて夫婦になり、結婚のお祝いに帝釈天様から美しい虹色の玉をいただきました。この美しい玉は雲を湧かせ雨を降らせることが出来る不思議な玉でもあります。
あまりの美しさに雌竜は「私にも見せて下さい・・」と言うが「もし落としでもしたら大変だから家に戻ってからゆっくり見れば良いではないか。」と雄竜が答えます。「どうしても手に取って見たいのです・・」と手を出したその手からするりと玉は雲の上を転がり、雲の隙間から下界に落ちてしまいました。「しまった！」と雄竜は慌てて玉を追いかけましたが追いつきせんでした。やがて下界の山に落ち、ころころ転がって葦が覆う門池に美しい光を放ちながら沈んでしまいました。
雲の隙間から覗く２匹の竜は青ざめました。
「大変な事をしてしまった。帝釈天様に何とお詫びすればよいのだろう・・・・」
「私が見たいとわがままを言ったからです。帝釈天様からいただいた大切な玉です。私が下界に行って探して来ます。」
「下界に行ったなら天界へは戻れないんだよ・・・」
「いいえ、玉を見つけたなら雲を呼び雨を降らせ戻って来ます！」と言うが早いか雌竜は下界に下りてゆきました。
葦が覆う大きな門池に沈んだ玉は容易には見つかりませんでした。何日も何日も、何年も何年も月日は流れ雌竜は体がボロボロになりながら池の中を探し廻ります。雄竜も門池の淵に立つ大きな松の木まで何日も何日も何年も何年も下り、時は既に９９９年を数えていました。
憐れんだ帝釈天は雄竜に「明日は１０００年目になる。１０００年に１度玉が光るからその時に玉を見つけるのだ。」と伝えました。
松の木の上から疲れはて横たわる雌竜に伝え、やがて玉を落とした１０００年前と同じ日に玉は葦の茂みの中から美しい光を放ちました。
「あった・・・」雌竜は感謝の涙にむせびながら玉を手に取ると雲が湧き雨が降りはじめました。その雲に雄竜と共に乗り天上界に戻りました。
遠くでは帝釈天はほほえまれました。

## その他
- 現在では「門池公園」として周囲が整備され、市民の憩いの場となっている。
- ヘラブナ釣りのメッカであり、多くの釣り人が訪れる。
- 沼津市内でも指折りの桜の名所でもあり、春には多くの人がお花見に訪れる。
- 上記の伝説にちなみ、日照りが続いたときは、二匹の竜を藁でつくり、雌竜を池の中に沈め、雄竜を木の上に吊るし光長寺のお坊さんが題目を唱えるという雨乞いが、戦前まで行われていた。
- 上記の伝説にちなみ、付近の門池小学校では、多くの行事に竜が登場する。
- 毎年8月上旬には、地元自治会連合会が「門池まつり」をおこなっている。
- 2007年（平成19年）11月には、門池北側で技能五輪国際大会が開催された。
- 2025年8月、ボート部の高校1年生の男子生徒2名が、服を着た状態で水遊びをしていたところ、溺死する水難事故が発生した。深みにはまった1人に対して、もう1人が手を差し伸べ引きずり込まれる形で、2人とも溺れたとされる[1][2][3]。

## 周辺
- 沼津市立門池小学校
- 沼津市立門池中学校
- 沼津ぐるめ街道
- 光長寺